# 중앙로 (대전)
중앙로는 대한민국 대전광역시 중구 오류동 서대전네거리부터 대전광역시 동구 대전역 네거리까지를 잇는 도로이다. 이 도로의 지하에는 중앙로 지하상가, 역전 지하상가가 있으며, 대전 도시철도 1호선이 지나가며, 이 도로를 중심으로 삼성생명, 밀라노21, NC뉴코아몰 중앙로역점, 으능정이거리 등을 비롯해 대전 최대 원도심을 이루고 있다. 또한 시내버스들이 이 도로를 많이 경유하기 때문에 대중교통의 요충지이기도 하다.

## 도로정보
- 길이 : 1.11 km
- 너비 : 전 구간 왕복 6차로

## 경유지
- 서대전네거리(서대전네거리역) - 시민회관네거리 - 성모병원오거리 - 중구청역 - 삼성생명 - 중앙로네거리 (중앙로역) - 으능정이거리 - 목척교 - 대전역

## 관공서
- 중구청
- 대전중부경찰서